# 12294 Avogadro
A 12294 Avogadro (ideiglenes jelöléssel 1991 PQ2) a Naprendszer kisbolygóövében található aszteroida. Eric Walter Elst fedezte fel 1991. augusztus 2-án.
Nevét Amedeo Avogadro (1776 – 1856) olasz fizikus után kapta.